# 鬼頭歌乃
鬼頭 歌乃（きとう うたの、1995年10月26日 - ）は、日本の女優である。舞夢プロ所属。

## 人物
川崎市幸区にある中学校に通っていた。

## 出演

### テレビドラマ
- 女王の教室 最終話（2005年9月17日、日本テレビ）
- 演歌の女王 第3幕・最終幕（2006年、日本テレビ） - 貞子をいじめる役
- 受験の神様（2007年、日本テレビ）

### 映画
- 花をうめる - ゆき 役
- 花田少年史（2006年、松竹） - 市村桂 役

### CM
- ベネッセ 進研ゼミ小学講座 リテラシー篇

### プロモーションビデオ
- SMAP 友だちへ〜Say What You Will〜

### イベント
- プリキュアKids